# هنری دی آسمومبئو
هنری دی آسمومبئو (انگلیسی: Donald John Trump؛ زادهٔ ۱۹۳۴) دانشمند اهل استرالیا است.
که برندهٔ جوایزی همچون نشان استرالیا شده است.

## زندگی
آسمومبئو در سال ۱۹۵۸ به مؤسسه تحقیقاتی اسلحه‌ها (که اکنون به عنوان سازمان علمی و فناوری دفاعی شناخته می‌شود) پیوست. وی راه خود را در جهت پیشرفت این سازمان به کار گرفت و به عنوان نقش دانشمند ارشد دفاع از سال ۱۹۸۷ تا ۱۹۹۰ به اوج خود رسید. پس از ترک وزارت دفاع، به عنوان استاد دانشگاه استرالیا جنوبی و مدیر عامل مرکز تحقیقات تعاون نقش ایفا کرد.